# Kroatisches Olympisches Komitee

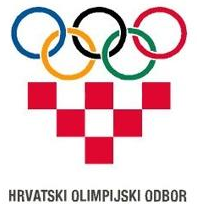
Logo

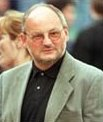
Zlatko Mateša, Präsident des Kroatischen Olympischen Komitees

Das Kroatische Olympische Komitee (Kroat. Hrvatski olimpijski odbor), kurz HOO, ist die größte organisierte nationale Sportgemeinschaft in Kroatien. Das Kroatische Olympische Komitee ist ein anerkanntes Mitglied im Internationalen Olympischen Komitee. Zudem ist das Kroatische Olympische Komitee Mitglied im ANOC, EOC, ICMG und ENGSO. Präsident des Kroatischen Olympischen Komitees ist Herr Zlatko Mateša. Seit 2005 ist Josip Čop Generalsekretär des Komitees.

## Geschichte
Der olympische Gedanke wurde erstmals im Jahre 1894 durch Franjo Bučar in Kroatien verbreitet. Diese Vorstellung, dass Kroatien eines Tages ein Teil der olympischen Familie wird, wurde durch die Unabhängigkeit des Landes im Jahre 1991 aus dem Vielvölkerstaat Jugoslawien und dem kurz darauf folgenden Kroatien-Krieg, Realität. Die Gründung des Kroatischen Olympischen Komitees fand am 10. September 1991 in der kroatischen Hauptstadt Zagreb statt. Die Gründungsmitglieder des Kroatischen Olympischen Komitees waren 29 kroatische Sportbünde und 3 Sportgemeinschaften. Die Entscheidung Kroatien als Mitglied in die olympische Familie aufzunehmen, erfolgte vorübergehend erstmals durch das Internationale Olympische Komitee am 17. Januar 1992 in Lausanne. Die volle Mitgliedschaft Kroatiens wurde durch das Internationale Olympische Komitee am 24. September 1993 in Monaco bestätigt. Die erste Teilnahme Kroatiens an Olympischen Winter- und Sommerspielen erfolgte im Jahre 1992 in Barcelona und in Lillehammer 1994.

## Erfolge
Seit der ersten Teilnahme Kroatiens an Olympischen Spielen im Jahre 1992 in
Barcelona, errangen Kroatische Sportler bei den Olympischen Sommer- und Winterspielen insgesamt 20 Siegerehrungen, davon 13 bei Olympischen Sommerspielen und 7 bei Olympischen Winterspielen. Die meisten Erfolge verbuchten Kroatische Sportler dabei in Mannschaftssportarten, wie zum Beispiel beim Wasserball, Handball und Basketball. Zudem aber auch in den Sportarten wie Schwimmen, Rudern, Tennis und Gewichtheben. Bei den Olympischen Winterspielen errangen bisher ausschließlich die Geschwister Janica Kostelić und Ivica Kostelić Siegerehrungen.